# Parti populaire slovène
Le Parti populaire slovène (en slovène : Slovenska ljudska stranka, SLS) est un parti politique conservateur slovène membre du Parti populaire européen, fondé en 1988 sous le nom de Ligue agricole slovène.

## Histoire
Le parti a reçu 3,98 % des suffrages exprimés lors des élections législatives du 13 juillet 2014 et n'a remporté aucun siège à l'Assemblée nationale.

## Résultats électoraux

### Élections législatives
| Année | %    | #      | Députés | Gouvernement                                                |
| ----- | ---- | ------ | ------- | ----------------------------------------------------------- |
| 1992  | 8,7  | 5e     | 10 / 90 | Opposition                                                  |
| 1996  | 19,4 | 2e ()  | 19 / 90 | Drnovšek III (1997-2000), Bajuk (2000)                      |
| 2000  | 9,5  | 4e ()  | 9 / 90  | Drnovšek IV (2000-2002), Rop (2002-2004), opposition (2004) |
| 2004  | 6,8  | 5e ()  | 7 / 90  | Janša I                                                     |
| 2008  | 5,2  | 6e ()  | 5 / 90  | Opposition                                                  |
| 2011  | 6,8  | 6e ()  | 6 / 90  | Janša II (2012-2013), opposition (2013-2014)                |
| 2014  | 3,9  | 8e ()  | 0 / 90  | Extra-parlementaire                                         |
| 2018  | 2,6  | 10e () | 0 / 90  | Extra-parlementaire                                         |

### Élections européennes
| Année | %    | #      | Députés | Groupe |
| ----- | ---- | ------ | ------- | ------ |
| 2004  | 8,4  | 5e     | 0 / 7   | –      |
| 2009  | 3,6  | 7e ()  | 0 / 7   | –      |
| 2014  | 16,6 | 2e ()  | 1 / 8   | PPE    |
| 2019  | 26,2 | 1er () | 1 / 8   | PPE    |